# Phil Groeneveld
Phil Groeneveld (né le 18 septembre 1974 à Oshawa, dans la province de l'Ontario, au Canada) est un gardien de but professionnel de hockey sur glace possédant la double nationalité canadienne et néerlandaise.

## Carrière en club
Il commence sa carrière en 1994 dans l'université d'Augustana dans l'Alberta Colleges Athletics Conference puis la saison d'après, il rejoint la Ligue centrale de hockey et les équipes du Thunder de Wichita puis du Fire de Fort Worth.
Il quitte alors l'Amérique du Nord et rejoint la France et son championnat Élite. Il signe alors pour l'équipe Viry-Châtillon Essonne Hockey pour les saisons 1996-1997 et 1997-1998. Pour la saison suivante, il signe avec les Dragons de Rouen. En 2001, l'équipe des Dragons remporte la Coupe Magnus trophée ultime de la ligue Élite et Phil Groeneveld gagne le trophée du meilleur gardien, le trophée Jean-Ferrand.
Par la suite, il quitte la France après la saison 2001-2002 pour rejoindre les Tigers d'Amsterdam dans le championnat néerlandais. Il est alors élu meilleur gardien de la saison 2002-03 mais manque la saison suivante sur blessure.
À son retour, il reste à Amsterdam pour le début de saison, le club étant renommé Bulldogs d'Amsterdam. Il va ensuite s'essayer pendant un temps dans les ligues mineures de son pays de prendre la direction de la Série A italienne pour l'équipe de Renon.
Il est ensuite le gardien du club du HC Alleghe puis du HC Bolzano.

## Carrière internationale
Il représente les Pays-Bas lors des compétitions internationales depuis les phases qualificatives des Jeux olympiques d'hiver en 2005. Il joue alors trois matchs et encaisse neuf buts et son équipe ne se qualifie pas pour les jeux Olympiques de 2006.
Il représente également son pays lors des championnats du monde suivant :
- 2005 - troisième groupe B division I. Il est alors élu meilleur gardien du groupe.
- 2006 - cinquième groupe B division I
- 2007 - cinquième groupe A division I. Il est alors élu meilleur gardien du groupe.

## Palmarès
Avec les Dragons de Rouen
- Champion de France :
  - 2001

- Trophée Jean-Ferrand :
  - 2001

Avec les Amsterdam Tigers
- Champion des Pays-Bas :
  - 2003
  - 2005

Avec les Bolzano Foxes
- Champion d'Italie :
  - 2008